# (218400) Marquardt
(218400) Marquardt est un astéroïde de la ceinture principale.

## Description
(218400) Marquardt est un astéroïde de la ceinture principale. Il fut découvert le 22 août 2004 à Altschwendt par Wolfgang Ries. Il présente une orbite caractérisée par un demi-grand axe de 3,07 UA, une excentricité de 0,14 et une inclinaison de 11,8° par rapport à l'écliptique.

## Compléments